# Litoria castanea
Litoria castanea là một loài ếch đặc hữu của Úc. Các môi trường sống tự nhiên của chúng là vùng đồng cỏ ôn đới, sông, sông có nước theo mùa, đầm nước, hồ nước ngọt, hồ nước ngọt có nước theo mùa, đầm nước ngọt, đầm nước ngọt có nước theo mùa, và ao. Nó bị đe dọa do mất môi trường sống.